# Ecem Güzel

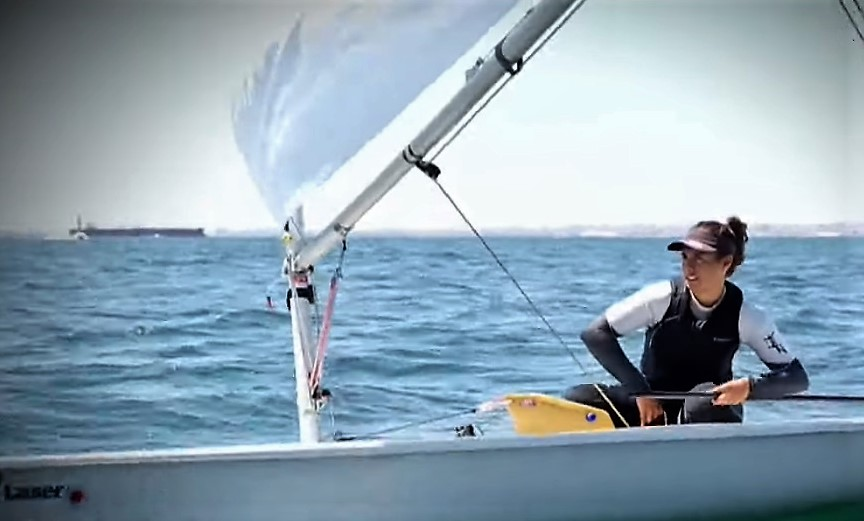
Ecem Güzel a la vela

Ecem Güzel (Pendik, Istanbul, 23 de febrer de 1995) és una velera turca. És esportista de Galatasaray SK d'Istanbul des del 2013. Va ser cualificada per a competir en la categoria "Laser Radial", en representació de Turquia, en els Jocs Olímpics d'Estiu de 2020. En el Campionat Mundial de 2014, a França, va acabar 6a, en el Campionat Mundial de Tokio de 2019 10a, i als Jocs Mediterranis de 2018, a Tarragona, en 8è lloc.